# Huma Shoppingwelt

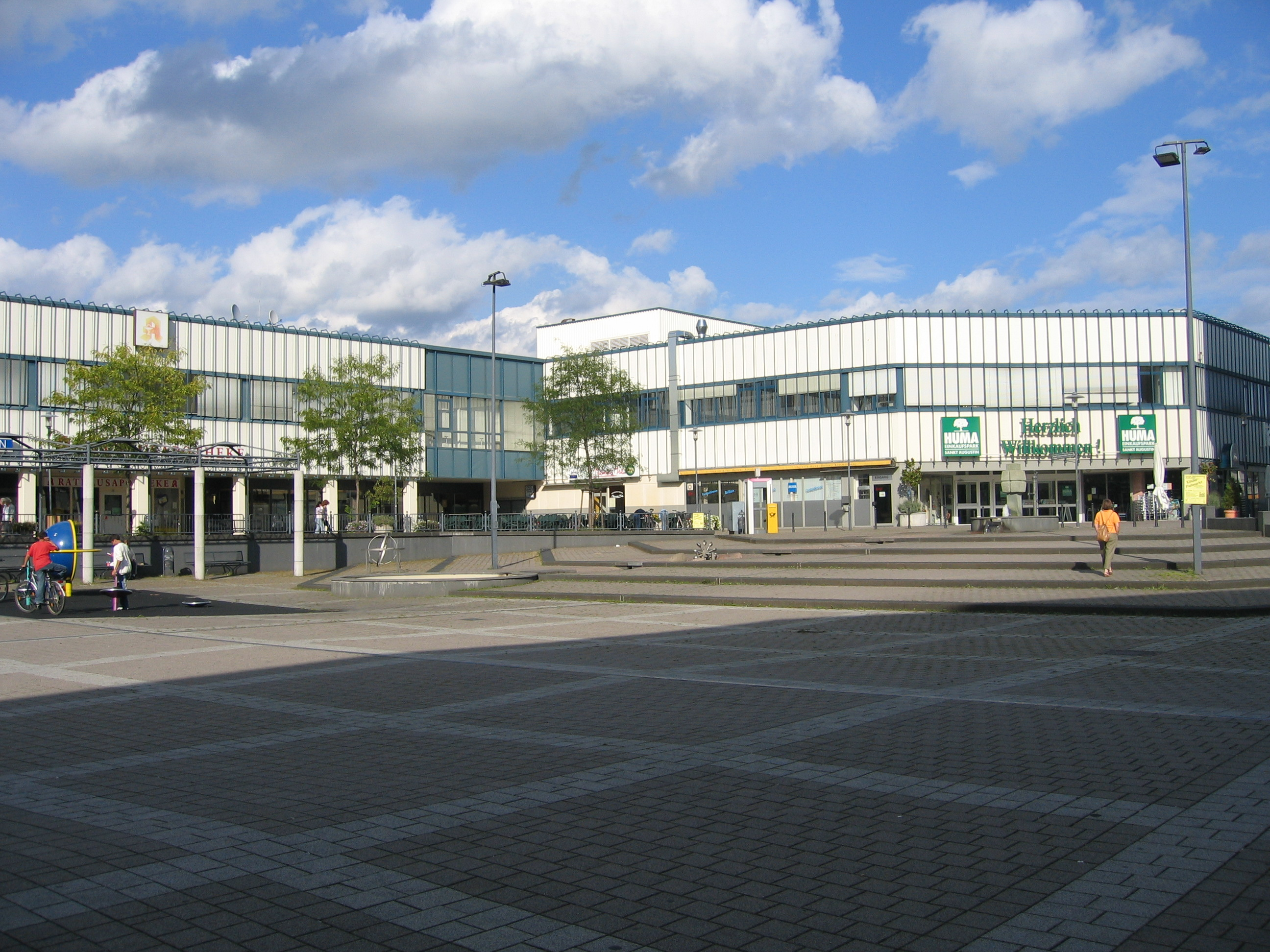
Haupteingang an der Marktplatte des alten Gebäudes der huma (2004)

Die Huma Shoppingwelt (Eigenschreibweise huma) ist ein Einkaufszentrum in Sankt Augustin-Ort. Es ist das größte Einkaufszentrum des östlichen Rhein-Sieg-Kreises.

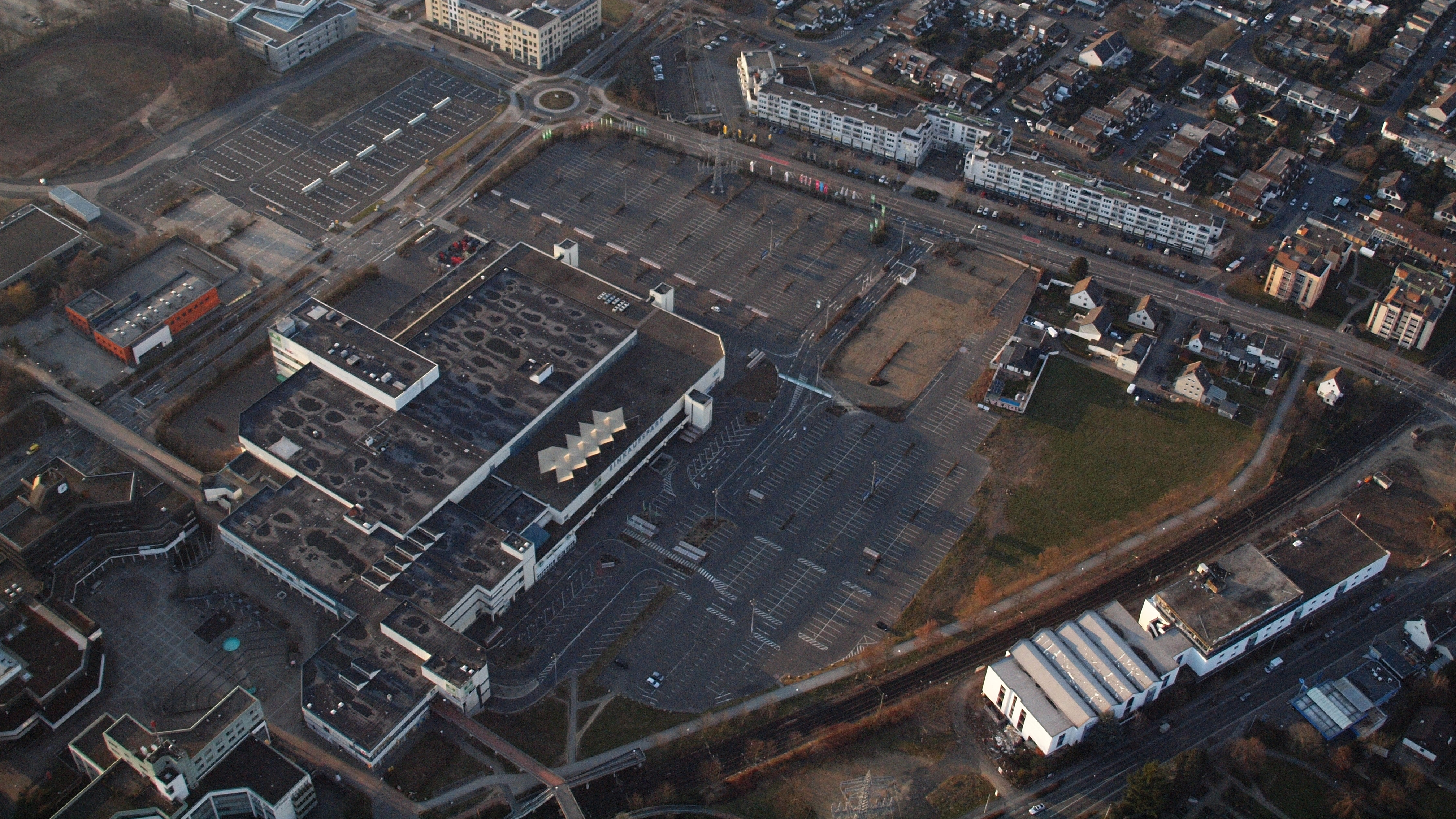
Luftaufnahme der Huma vor der Neubaumaßnahme (2013)

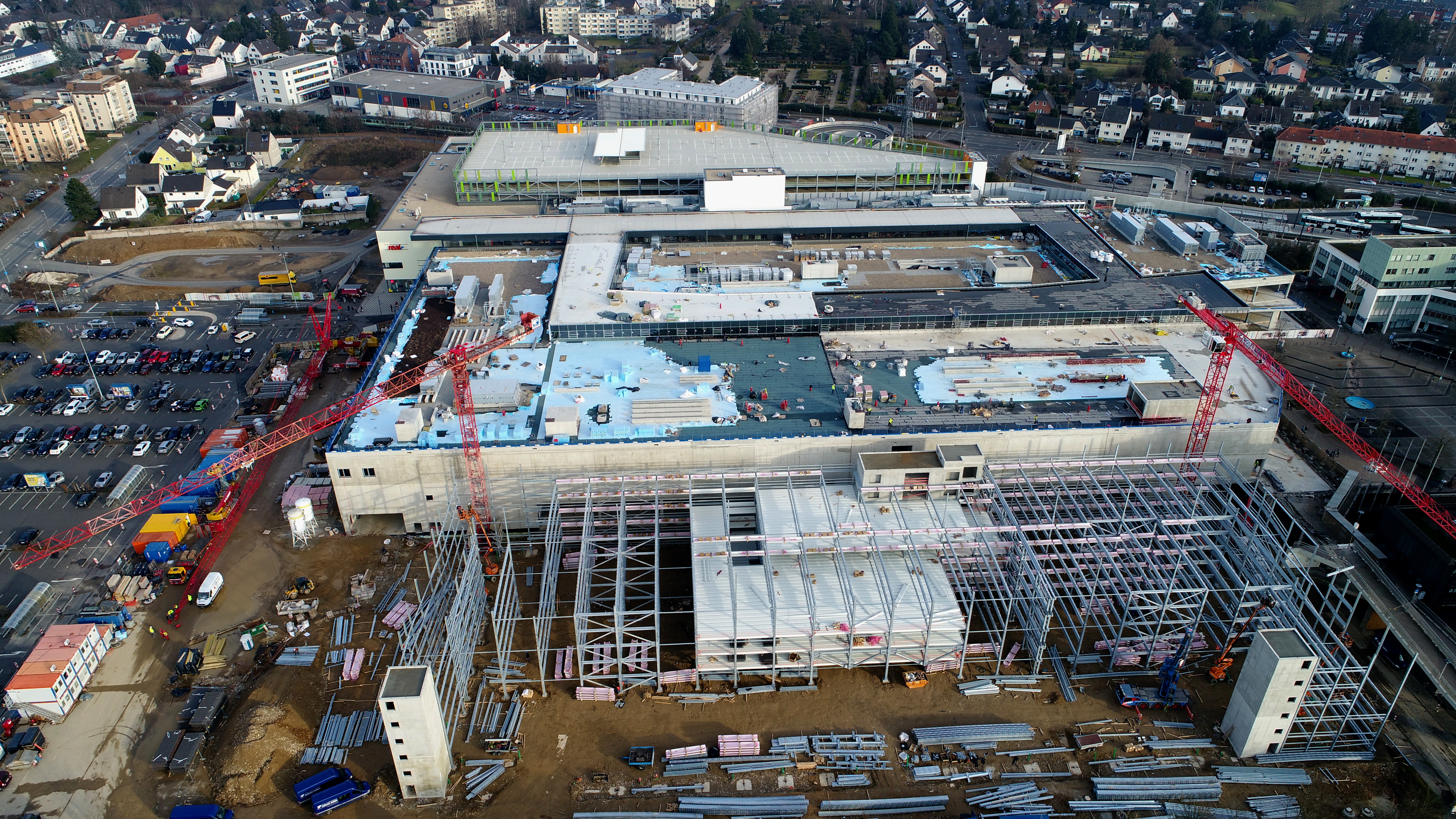
Luftaufnahme während des Neubaus des zweiten Bauabschnittes (2017)

## Lage
Die Huma befindet sich am Ostrand des Karl-Gatzweiler-Platzes, der sogenannten Marktplatte, im Sankt Augustiner Zentrum, die noch mit weiteren Geschäften, dem Rathaus, einem Hotel und Bürogebäuden bebaut ist. In Richtung Rathausallee befindet sich das Parkhaus West und in Richtung Bonner Straße das Parkhaus Ost, die zusammen über 2.300 Parkplätze verfügen. In Richtung Südstraße befindet sich ein Park. An den ÖPNV angebunden ist die Huma über den Augustiner Busbahnhof und die Stadtbahn-Haltestelle Sankt Augustin Zentrum, die beide direkt vor dem Gebäude an der Bonner Straße liegen.

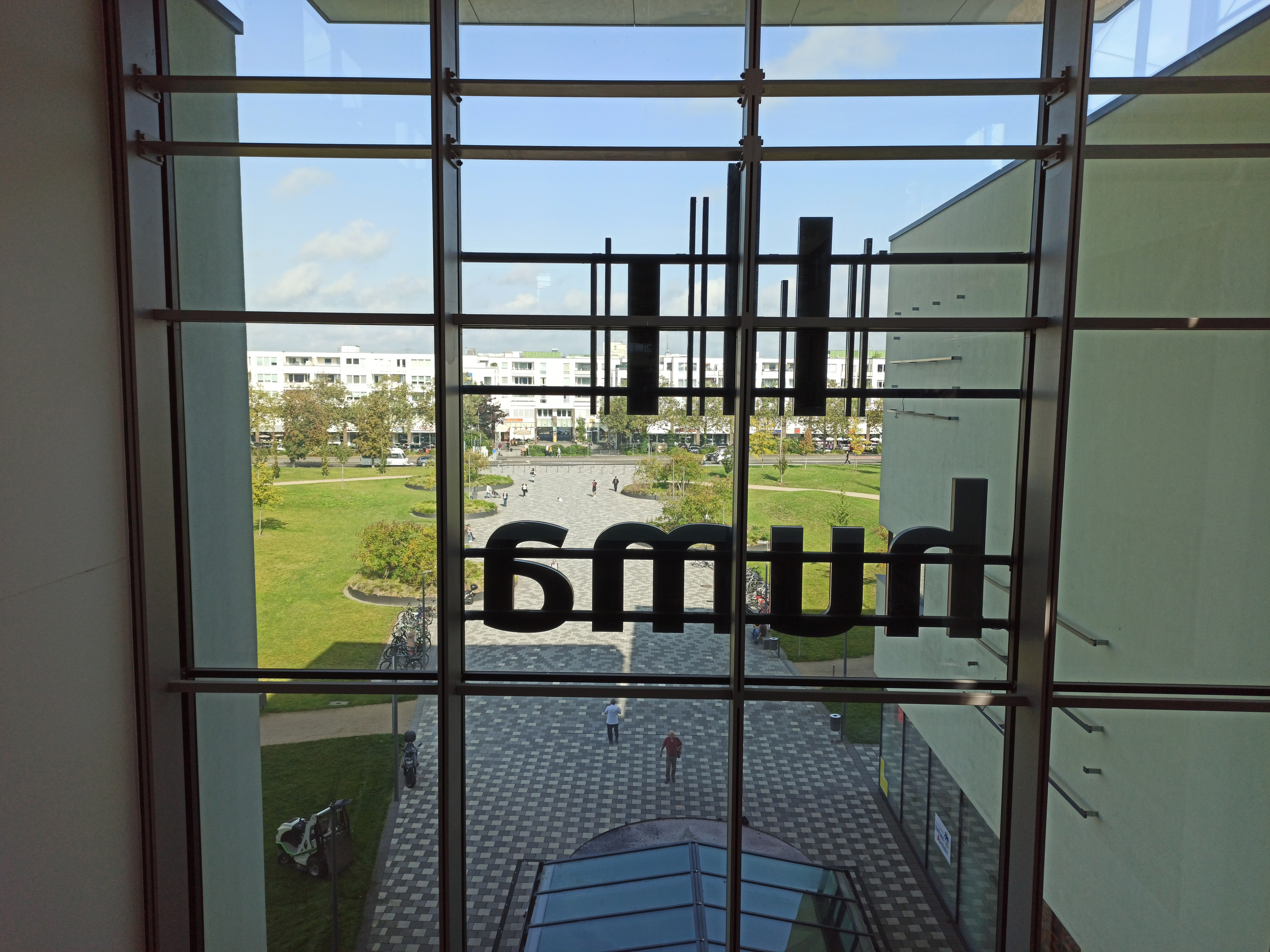
Eingangsbereich des Neubaus, Blick auf Park und Südstraße

## Geschichte
Anfang der 1970er Jahre wurde vom Institut für empirische Wirtschaftsforschung in Saarbrücken eine Studie zur Errichtung eines Einkaufszentrums in Sankt Augustin erstellt. Das Einkaufszentrum entstand in den 1970er Jahren zusammen mit dem Rathaus als Zentrum der neu geschaffenen Stadt Sankt Augustin. Das Gebäude wurde 1977 als Hurler Magazin durch den Münchner Großhändler Jost Hurler in Betrieb genommen, abgekürzt auch HuMa-Markt genannt. Im Gebäude befanden sich etwa 50 Geschäfte. Ankermieter waren Real, Saturn und Intersport Voswinkel. Das Einkaufszentrum verfügte über zwei Stockwerke ab der erhöhten Marktplatte und eines darunter, das somit ebenerdig zum Gelände dahinter lag. Es hatte eine Gesamtfläche von 61.000 m² und eine Mietfläche von 42.000 m². Eine Fußgängerbrücke führte über die Bahngleise.
2013 erfolgte der Spatenstich für einen Neubau, der in zwei Bauabschnitten realisiert wurde. Der Neubau erfolgte nach Plänen des Architekturbüros Chapman Taylor. Bis 2015 wurde zunächst ein Neubau errichtet, in den der Großteil der bisherigen Mieter sowie einige neue Geschäfte einzogen. Anschließend wurde der Altbau abgerissen und an dessen Stelle entstand der zweite Bauabschnitt.  Seit der Fertigstellung des ersten Bauabschnitts 2015 wurde der Artikel von der in die geändert und das Einkaufszentrum seitdem als die huma Shoppingwelt bezeichnet. Der Neubau, der zu einer Erweiterung der Verkaufsfläche auf 39.000 m² führte, wurde am 28. September 2017 beendet. Das Parkhaus West wurde 2015 zusammen mit dem ersten Neubauabschnitt fertiggestellt, das Parkhaus Ost 2017 zusammen mit dem zweiten Neubauabschnitt. 2018 wurde auf dem ehemaligen Parkplatz an der Südstraße ein Park errichtet.

## Shops

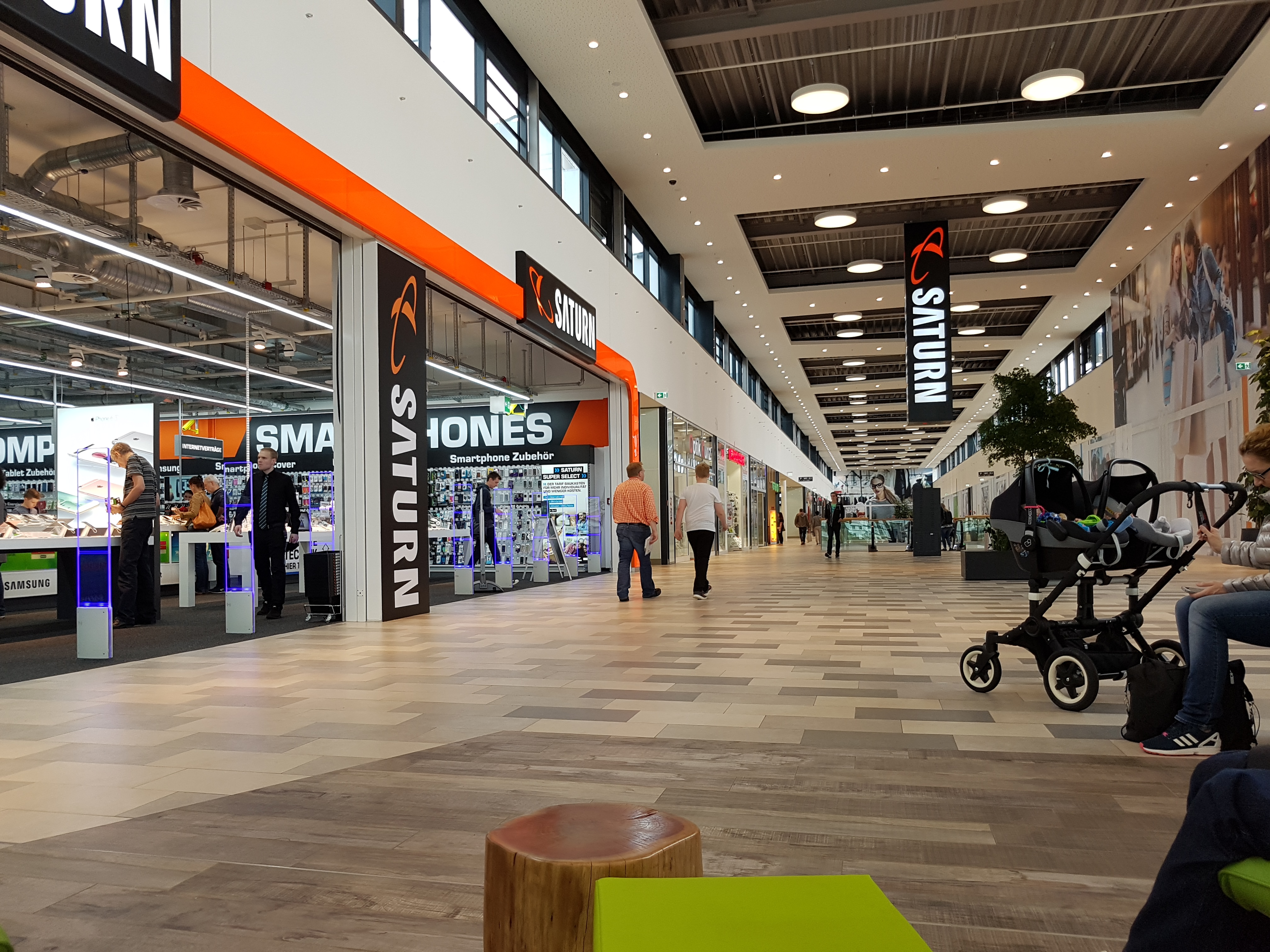
Innenansicht des Obergeschosses nach Eröffnung des ersten Bauabschnitts (2016)

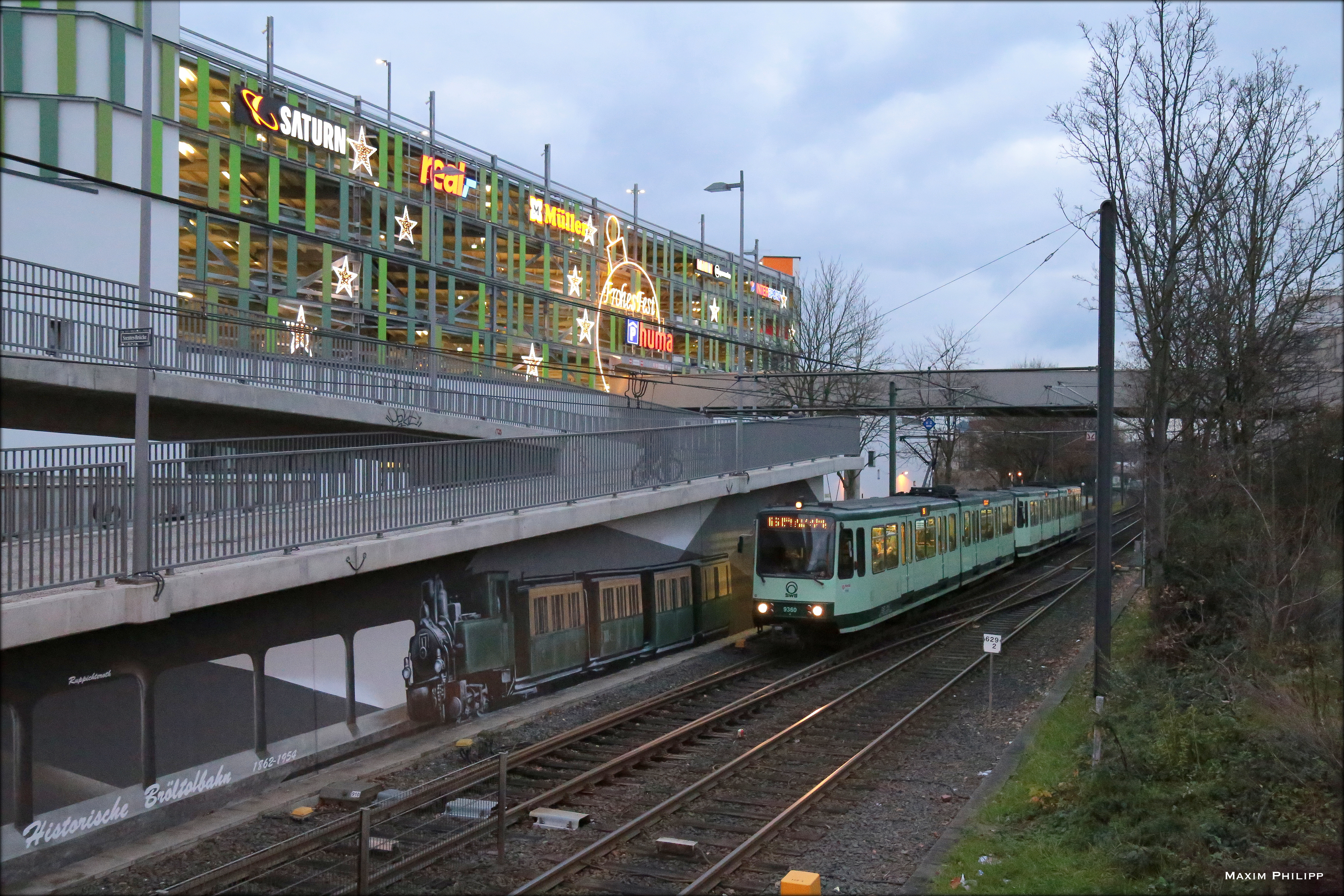
huma-Parkhaus mit Beleuchtung zur Weihnachtszeit (2017)

In der Huma befinden sich folgende 74 Geschäfte: (Stand: 2. Januar 2023)
| - ALDI Süd - Apollo Optik - Beauty World - Bijou Brigitte - Blumen Madeliefje - Cafe Extrablatt - Cafélito - Camp David/Soccx - Christ - Colloseum - Tabakshop Dechert - Deichmann - Depot - Derpart Reisebüro - Brezelbäckerei Ditsch - dm - Dr. Gruber Schuhe - EDEKA Center Breil - Engbers - épi - Ernsting’s Family - Frisör Klier - GameStop - Gaumentraum - Gelateria La Luna - Hair Express - H&M - Hunkemöller - Intersport Voswinkel - Jack&Jones - JD SPORTS - Jeansfritz - Kamps - Kaya Döner - Kaya Feinkost - Kult - Lascana - Lastrada - Lieblingsplatz - Lieblingsplatz Accessoires & mehr - Mayersche Buchhandlung - Drogerie Müller - Nanu Nana - Nelles Die Backmanufaktur - New York Nails - New Yorker - Nikki Service - O2 - Only - Optik Kunz - Parfümerie Becker - Photo Porst - Rathaus Apotheke - Reno Schuhe - Rituals - S1 - Saturn - Schulze Moden - Schuhpark - Sergent Major - Smile Optic - Smyths Toys Superstores - s.Oliver - Subway - Tally Weijl - Telekom Shop - Thai Food - TK Maxx - Vero Moda - Viet-Thai Food - Vodafone |

Seit November 2018 gibt es zudem den „Lebensraum Kirche“, der von einem ökumenischen Verein betrieben wird und Besuchern des Einkaufszentrums einen Ort der Ruhe bieten soll.